# Żabienica jaskrowata
Żabienica jaskrowata (Baldellia ranunculoides (L.) Parl.) – gatunek błotnopączkowych lub skrytopączkowych roślin zielnych z rodziny żabieńcowatych (Alismataceae), pochodzący z Europy i krajów basenu Morza Śródziemnego, naturalizowany na Azorach. W Polsce rodzimy, wymierający, znajdowany był na Wolinie. Roślina podawana była w 1966 w postaci pojedynczo rosnących roślin w jeziorze Wisełka, ale od wielu lat stanowisko to nie zostało odnalezione. Rośliny tego gatunku zasiedlają wilgotne miejsca obok potoków, stawów i jezior, a także rowy na torfowiskach.

## Morfologia i biologia

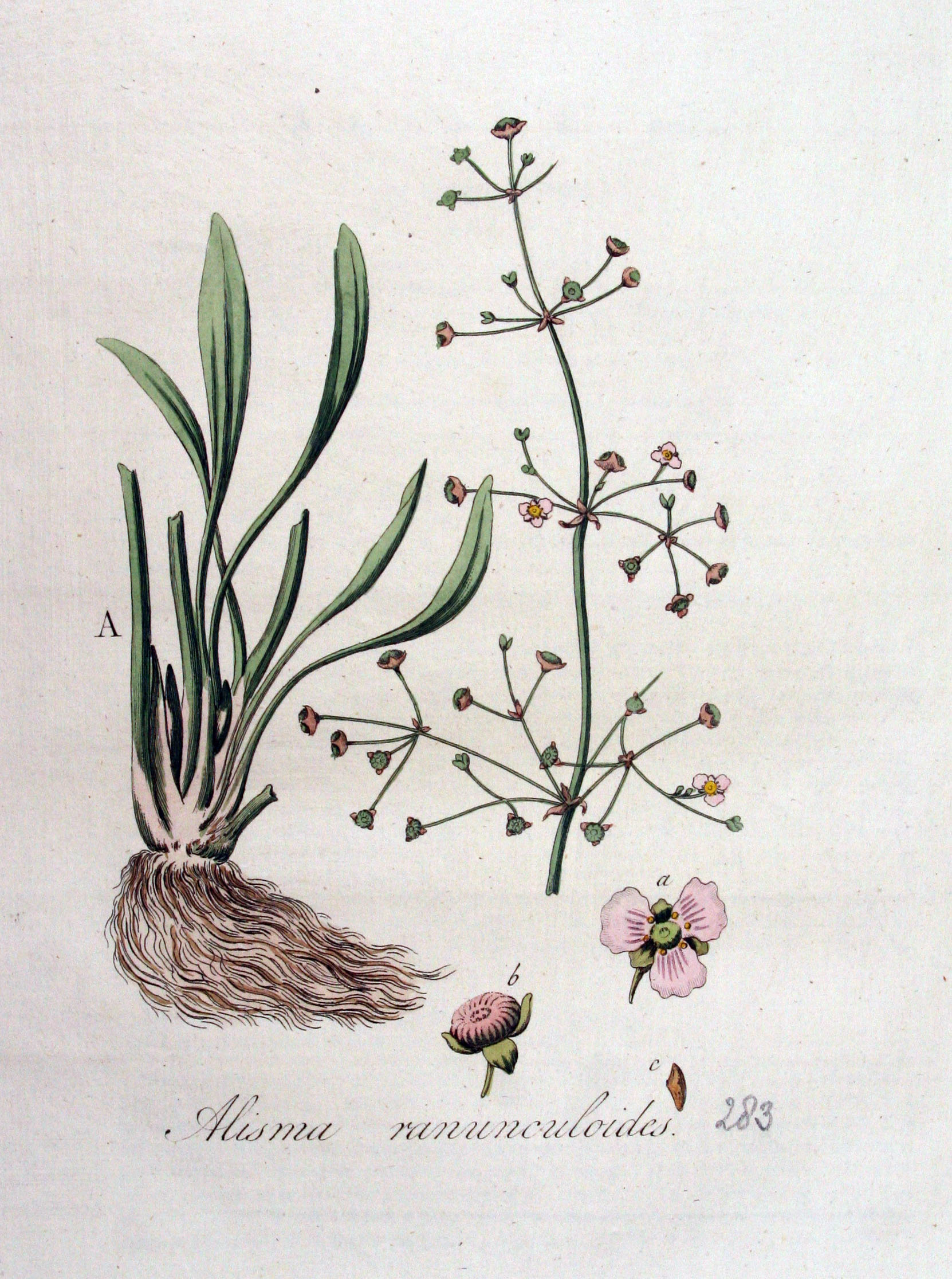
Morfologia

PokrójRoślina zmienna, o wysokości przeważnie od 5 do 20 cm, a według niektórych autorów od 20 do 60 cm. W Polsce kwitnie od lipca do października. Gatunek charakterystyczny związku Hydrocotylo-Baldelion.
LiścieDługoogonkowe, o blaszce lancetowatej do równowąsko-lancetowatej, o długości do 10 cm, o ostrym wierzchołku i nasadzie wąsko zbiegającej się do ogonka liściowego.
ŁodygaZwykle wzniesiona, niekiedy płożąca, wówczas ukorzeniająca się i tworząca w międzywęźlach kępki liści i pojedyncze kwiaty.
KwiatyObupłciowe. Płatki korony białe lub jasnoróżowe, o długości 7–10 mm. Szypułki różnej długości, do 10 cm. Podsadki małe.
OwocOwocami są jajowate niełupki o średnicy 2–3,5 mm, zakrzywione, żeberkowane.

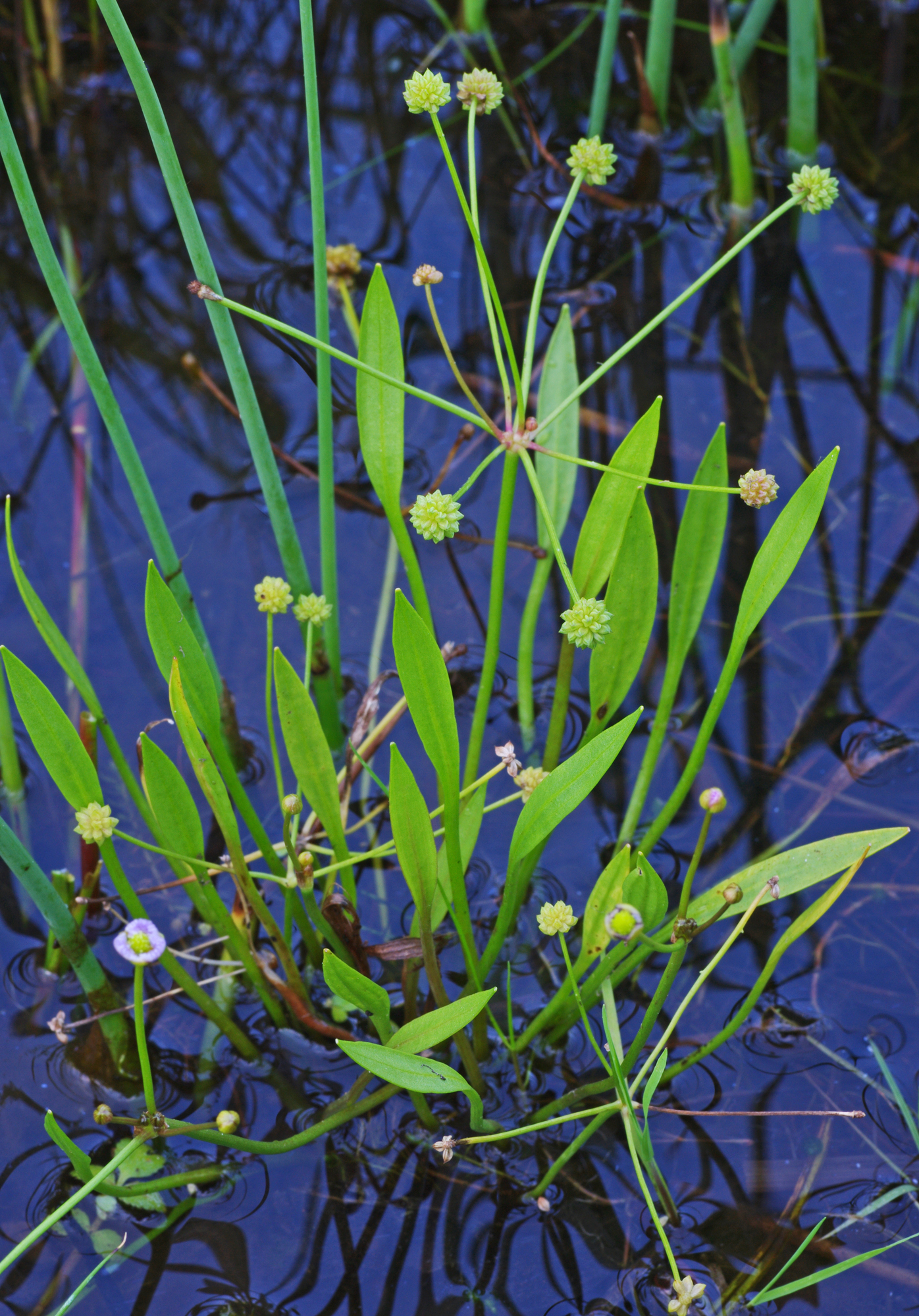
Pokrój
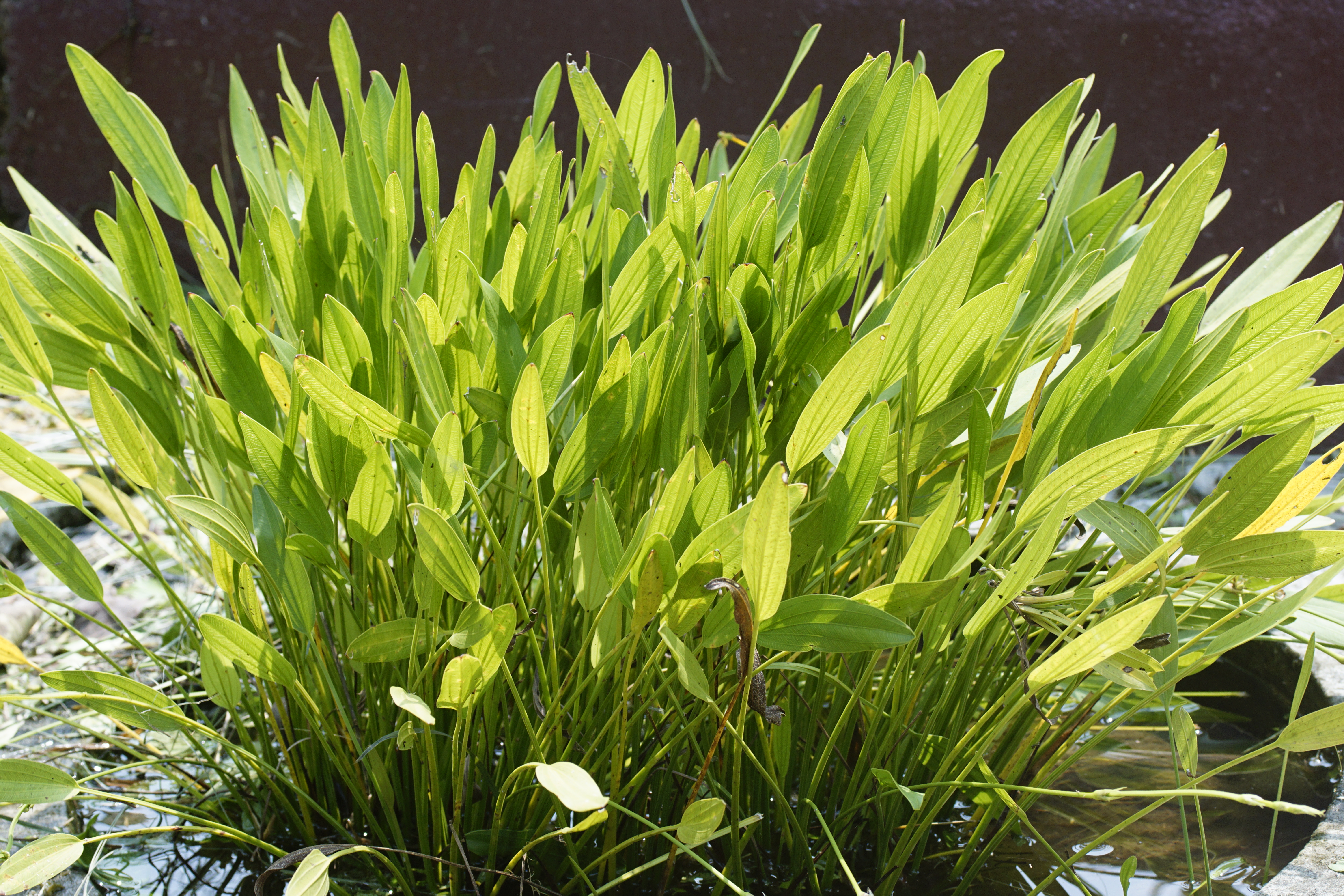
Liście
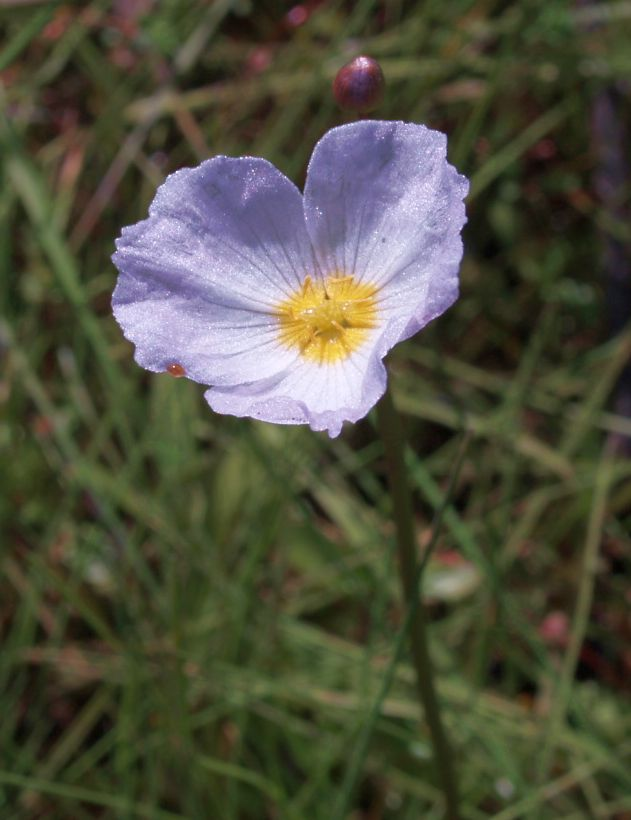
Kwiat
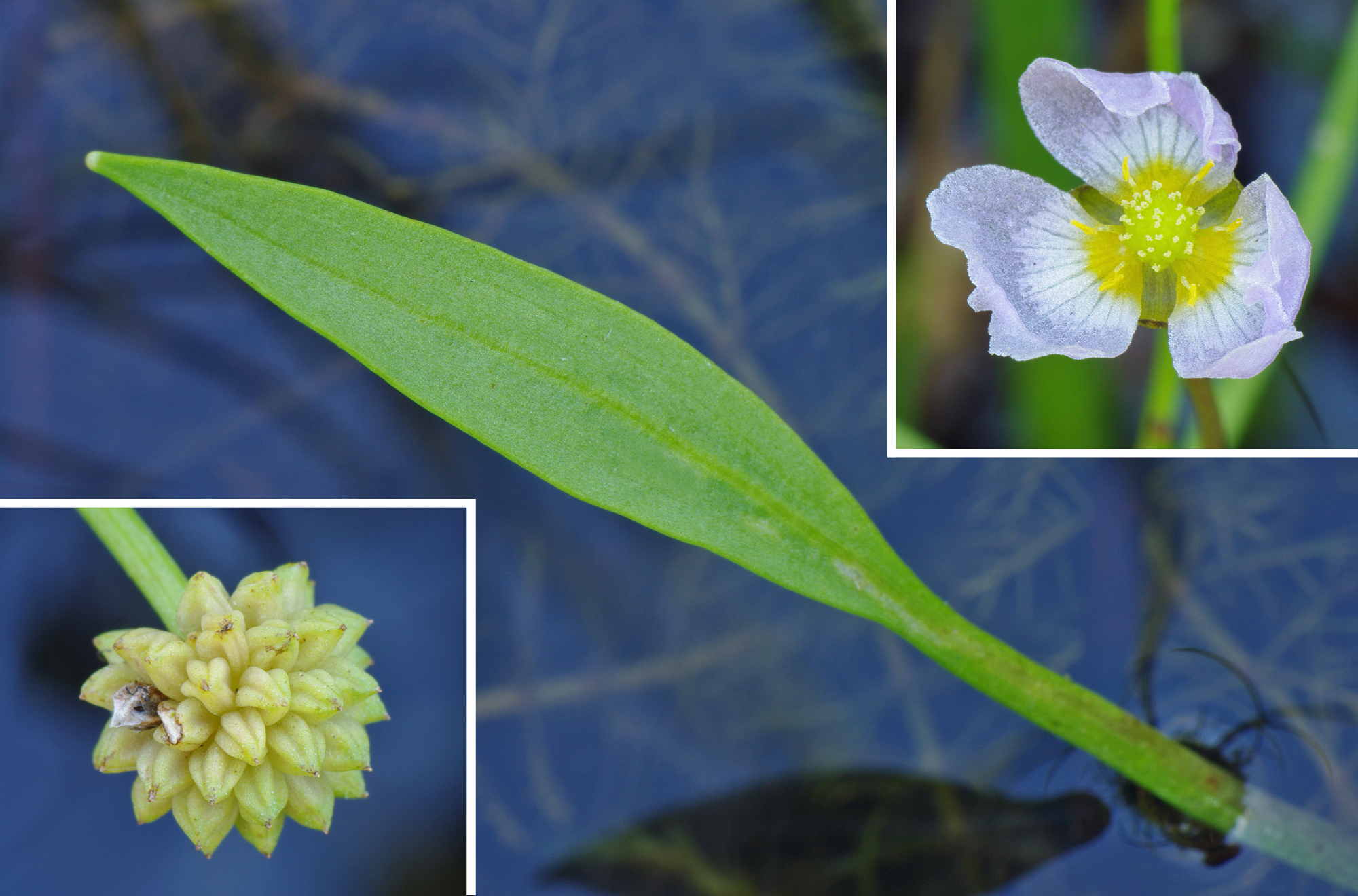
Liść, kwiat i owoce

## Nazewnictwo
Synonimy nomenklatoryczne
- Alisma ranunculoides L. – bazonim
- Echinodorus ranunculoides (L.) Engelm.
- Sagittaria ranunculodes (L.) Kuntze

Synonimy taksonomiczne
- Alisma angustifolium Gilib.
- Damasonium angustissimum Wall. ex Steud.
- Alisma ranunculoides var. zosterifolium Fr.
- Alisma batrachiocarpum St.-Lag.
- Echinodorus ranunculoides var. zosterifolius (Fr.) Asch. & Graebn.
- Echinodorus ranunculoides f. natans Glück
- Echinodorus ranunculoides f. pumilus Glück
- Echinodorus ranunculoides f. terrestris Glück
- Echinodorus ranunculoides f. zosterifolius (Fr.) Glück

## Zmienność
Gatunek zróżnicowany na dwie odmiany:
- Baldellia ranunculoides var. ranunculoides - występuje w całym zasięgu gatunku
- Baldellia ranunculoides var. tangerina (Pau) J.Rocha, Crespí, García-Barriuso, R.Almeida & Honrado - rośnie na Półwyspie Iberyjskim i w Maroku

## Zagrożenia
Gatunek umieszczony na Czerwonej liście roślin i grzybów Polski (2006) i uznany w Polsce za wymierający, krytycznie zagrożony (kategoria zagrożenia E). W wydaniu z 2016 roku otrzymał kategorię RE (wymarły na obszarze Polski). W Polskiej czerwonej księdze roślin posiada kategorię EX (wymarły).
Nie podlega ochronie gatunkowej na podstawie przepisów prawa krajowego, nie został również uznany za ważny dla Unii Europejskiej w dyrektywie siedliskowej. Nie został wykazany w sieci "Natura 2000", choć historyczne i potencjalne miejsca występowania stanowią siedliska przyrodnicze w obszarze "Wolin i Uznam".